# اچ‌ام‌اس وایکینگ (۱۹۰۹)
اچ‌ام‌اس وایکینگ (۱۹۰۹) (به انگلیسی: HMS Viking (1909)) یک کشتی بود که طول آن ۲۵۵ فوت (۷۸ متر) بود. این کشتی در سال ۱۹۰۹ ساخته شد.